# Beautiful Vision
| 전문가 평가                   | 전문가 평가 |
| 평가 점수                     | 평가 점수   |
| 출처                          | 점수        |
| ----------------------------- | ----------- |
| AllMusic                      | [ 1 ]       |
| Christgau's Record Guide      | A−          |
| Record Mirror                 | [ 3 ]       |
| Rolling Stone                 | [ 4 ]       |
| The Rolling Stone Album Guide | [ 5 ]       |
| The Village Voice             | A           |

《Beautiful Vision》은 1982년 2월 16일에 발매된 북아일랜드의 싱어송라이터 밴 모리슨의 열세 번째 스튜디오 음반이다. 그것은 그 당시에 리듬 앤 블루스로부터의 모리슨의 탈퇴를 계속했고, 대신 그것의 음악에서 켈트 포크와 미국 재즈를 선호했다. 많은 모리슨의 녹음들처럼, 영성은 주요 주제이고 그 노래들 중 일부는 앨리스 베일리의 가르침에 기초한다. 다른 노래들은 모리슨의 켈트족 전통과 그의 벨파스트 배경의 회상을 보여준다.
《Beautiful Vision》은 비평가들의 찬사를 받았지만 영국 음반 차트에서 31위, 미국 빌보드 200에서 44위를 기록하며 완만한 차트 성공을 거두었다.

## 녹음
첫 번째 녹음 세션은 1981년 5월 샌프란시스코 골든게이트 해협 근처에 있는 캘리포니아주 소살리토의 레코드 플랜트 스튜디오에서 시작되었다. 비록 이 세션에서 〈Scandinavia〉만이 《Beautiful Vision》으로 발매되었지만, 〈Cleaning Windows〉와 〈Celtic Ray〉는 나중에 《Beautiful Vision》으로 다시 녹음되었다. 세션의 모든 다른 노래들이나 악기들은 모리슨의 나중에 음반들 중 하나에 포함되었고, 〈All Saints Day〉와 〈Daring Night〉는 음반들 《Hymns to the Silence》와 《Avalon Sunset》에 가사와 함께 등장했고, 〈Down the Road I Go〉는 〈Down the Road〉로 이름이 바뀌었고, 《Down the Road》의 타이틀곡으로 사용되었다.
7월 27일 모리슨은 〈Cleaning Winds〉와 〈Aryan Mist〉를 녹음하기 위해 녹음실에 들어갔다. 모리슨은 이 세션을 위해 그의 전 드러머 게리 맬러버와 기타리스트 마크 노플러를 포함하여 다른 음악가들을 데려왔다.

## 곡 목록
모든 곡들은 특별한 언급이 없는 한 밴 모리슨에 의해 작사/작곡하였다.
| #  | 제목                             | 작사·작곡       | 재생 시간 |
| -- | -------------------------------- | --------------- | --------- |
| 1. | 〈Celtic Ray〉                   |                 | 4:11      |
| 2. | 〈Northern Muse (Solid Ground)〉 |                 | 4:05      |
| 3. | 〈Dweller on the Threshold〉     | 모리슨, 휴 머피 | 4:49      |
| 4. | 〈Beautiful Vision〉             |                 | 4:08      |
| 5. | 〈She Gives Me Religion〉        |                 | 4:33      |

| #  | 제목                                     | 작사·작곡    | 재생 시간 |
| -- | ---------------------------------------- | ------------ | --------- |
| 1. | 〈Cleaning Windows〉                     |              | 4:43      |
| 2. | 〈Vanlose Stairway〉                     |              | 4:10      |
| 3. | 〈Aryan Mist〉                           | 모리슨, 머피 | 4:00      |
| 4. | 〈Across the Bridge Where Angels Dwell〉 | 모리슨, 머피 | 4:31      |
| 5. | 〈Scandinavia〉                          |              | 6:41      |

## 인증
| 국가                       | 인증 | 판매량/출하량 |
| -------------------------- | ---- | ------------- |
| 오스트레일리아 (ARIA)      | 골드 | 35,000^       |
| ^출하량을 기반으로 한 인증 |      |               |